# ラース・バク
ラース・ユティング・バク（Lars Ytting Bak、1980年1月16日 - ）は、デンマーク、シルケボー出身の自転車競技（ロードレース）選手。

## 経歴

### 2002年
- プロ転向。

### 2003年
- ジロ・デ・イタリア初出場（途中棄権）。

### 2005年
- チームCSC（現 サクソバンク・サンガード）に移籍。
- ツール・ド・ラブニール総合優勝
- 国内選手権・ロードレース優勝。

### 2006年
- チームタイムトライアル・アイントホーフェンにおいて、チームCSCの一員として優勝に貢献。
- ブエルタ・ア・エスパーニャ第1ステージのチームタイムトライアルにおいても、同チーム勝利に貢献、総合21位に入った。

### 2008年
- 国内選手権・個人タイムトライアル(ITT)優勝。
- ツール・ド・ポローニュ総合2位。

### 2009年
- 国内選手権・ITT連覇。
- ジロ・デ・イタリアでは総合20位に入った。

### 2010年
- チーム・コロンビア＝HTC（現 HTC - ハイ・ロード）に移籍。

### 2011年
- パリ〜ルーベ 5位

### 2012年
- ロット・ベリソルに移籍。
- ジロ・デ・イタリア
  - 区間1勝(第12)
- ロンドン五輪・ITT 14位
- グランプリ・ド・フルミー 優勝

### 2019年
- チーム・ディメンションデータに移籍。同シーズンを以て引退した。

2020年はNTTプロサイクリングのアシスタント・スポーツディレクターを務めた。
2022年からはウノ-X・プロサイクリングチームのスポーツディレクターを務めている。また、同チームの女子チームのスポーツディレクターも兼務している。